# Carlo Costamagna
Carlo Costamagna (Quiliano, 21 novembre 1880 – Genova, 1º marzo 1965) è stato un giurista, politologo e politico italiano.

## Biografia
Nacque a Quiliano il 21 novembre 1880. Il padre, Eligio, era medico, e la madre, Emma Pertusio, era figlia di un ex-direttore del Ministero delle finanze (dimessosi in seguito al trasferimento della capitale a Roma). Si laureò in giurisprudenza all'Università di Genova. 
Dopo la laurea, entrò in magistratura, fu sostituto procuratore generale del Re, consigliere della Corte di cassazione del Regno (1935) e giunse al grado di presidente di Cassazione. 
Arrivò a Roma al Ministero di grazia e giustizia nel 1910, e vi rimase fino al 1945, quando si ritirò a Pietra Ligure.

### Attività politica
Militò nell'Associazione Nazionalista Italiana e poi nel Partito Nazionale Fascista dalla sua costituzione. Nel 1924 fu consigliere nazionale del Partito Nazionale Fascista. Nominato segretario generale dell'organizzazione dei Consigli tecnici del PNF e segretario della Commissione dei Diciotto (o dei Soloni) collaborò con Alfredo Rocco e Giuseppe Bottai all'elaborazione di norme che delineassero una nuova organizzazione dello Stato, sul modello del corporativismo, ed in particolare, alla stesura della "Carta del Lavoro", poi rivista per la versione finale da Alfredo Rocco. 
Sia nei suoi scritti che nella sua attività politica fu un difensore intransigente della dottrina del corporativismo. In base a questo è stato giudicato dagli storici un estremista.
Fu deputato alla Camera del Regno dal 1929 e riconfermato nel 1934
Nel 1938 fu tra i firmatari del Manifesto della razza in appoggio all'introduzione delle leggi razziali fasciste.
Nel 1939 fu consigliere nazionale della Camera dei fasci e delle corporazioni. Nel 1943 fu nominato Senatore del Regno. Nel 1940 scrisse numerose voci dell'antigentiliano Dizionario di politica di Antonino Pagliaro, edito dalla Treccani per il PNF.
Non aderì alla Repubblica sociale italiana. 
Nel dopoguerra partecipò alla fondazione del Movimento Sociale Italiano. 
Nel 1945 fu epurato dai suoi incarichi come magistrato e come docente universitario. Si impegnò per il superamento della epurazione, ma - una volta che questa fu accantonata - non rientrò nelle posizioni da cui era stato allontanato.

## Attività accademica
Fu il primo docente nella cattedra di diritto corporativo a Ferrara (dal 1927) e poi a Pisa dove insegnò nella "Scuola di studi corporativi". Insegnò diritto costituzionale e dottrina dello Stato all'Università di Roma. Fra le sue opere, di particolare importanza si ricordano: il Manuale di diritto corporativo, la Storia delle dottrine politiche ed economiche, la Storia e dottrina del fascismo (che rappresenta uno strumento interpretativo dei contenuti giuridico-politico del fascismo); gli Elementi di diritto pubblico generale.

### La rivista "Lo Stato"
Nel 1930 Costamagna fondò con Ettore Rosboch la rivista di scienze politiche, giuridiche ed economiche "Lo Stato"  che diresse fino al 1943. 
I motivi che indussero a fondare la rivista facevano fondamentalmente riferimento alla elaborazione della dottrina fascista. Di "sistemazione dottrinale del Fascismo" come compito precipuo della rivista, parla Giuseppe Bottai nella lettera-programma che apre il n. 1
"Lo Stato" nasceva con l'intento di 
(,  Precisazioni programmatiche, in "Lo Stato", 1930, n.1 p. 57)
Costamagna, tentò, attraverso le pagine de "Lo Stato" di "fascistizzare" il diritto.
Il ruolo di nuovo principio anti-individualistico era assegnato al 'principio corporativo' – principio la cui voluta ambiguità semantica aveva stimolato i più arditi esercizi retorici, ma anche lo scontro fra prospettive ideologico-politiche divergenti – il quale viene inteso come un principio diretto, primariamente, a ricostruire la frantumata unità politica ed economica sulla riaffermazione del valore assoluto della sovranità statuale. Stando a questa lettura, rigidamente organicistica e gerarchica, si evince dalla prima dichiarazione della Carta del Lavoro, che la natura del principio corporativo è quella di una supernorma intesa a imporre la «solidarietà nazionale» nella forma di un'assoluta subordinazione degli interessi degli individui – sia come singoli, sia come elementi di un gruppo sociale – a quelli dello Stato, concepito come entità in cui si realizza (in senso deontico) l'unità, oltre che politica, anche morale ed economica della nazione. L'interesse superiore dello Stato viene quindi a costituire il criterio della «nuova legalità» fascista, da cui è definitivamente espunto l'obiettivo della «garanzia delle autonomie individuali»

### Critica all'idealismo
Fu critico nei confronti delle teorie dello "Stato sindacale" di Sergio Panunzio, della "corporazione proprietaria" di Ugo Spirito e del "pluralismo istituzionale" di Santi Romano, cui preferiva un corporativismo in cui le corporazioni non erano portatori di interessi particolari ma "organi dello Stato". Ma soprattutto "fu uno dei più seri critici fascisti all'idealismo gentiliano". Diresse le sue critiche contro il "formalismo" e "l'intellettualismo" che caratterizzavano il neoidealismo. 
Costamagna pensava che il "pensiero razionale" non poteva costituire il fondamento ultimo dell'azione, in particolare negava: "la supremazia della ragione".
In contrapposizione a Giovanni Gentile, Costamagna, sosteneva che:
(C. Costamagna, Dottrina del fascismo, Roma 1938)
Lo Stato non avrebbe più dovuto avere una funzione pedagogica, ma una funzione disciplinare. Gli individui non dovevano più essere convinti che lo Stato dovesse essere il supremo oggetto di fedeltà perché vera sostanza morale dell'"Io".
Lo Stato avrebbe dovuto essere concepito come fine a se stesso.
Ad influenzare Costamagna fu, in particolare, il pensiero di Julius Evola, esponente di quella corrente trans-razionalista che nel fascismo fu molto vivace.

#### Il giudizio degli storici
Gli storici del pensiero giuridico ritengono che Costamagna, pur non potendo essere annoverato fra gli «scienziati autentici» che fra le due guerre si impegnarono nel dibattito sul tema della crisi dello Stato liberal-parlamentare e del corrispondente diritto, resta una figura emblematica della giuspubblicistica degli anni trenta per le sue posizioni 'ultrafasciste', che lo accreditarono come uno degli ideologi più intransigenti della nuova dottrina dello Stato totalitario.
Scrittore fluviale, alla produzione di carattere più dottrinario affiancò sempre un'intensa attività pubblicistico-politica, tanto da poter essere considerato alla fine degli anni trenta uno dei più importanti ideologi del regime. 
Proprio per il suo intento fondamentalmente dottrinario, Costamagna dette vita a delle opere che non sono sopravvissute e non potevano sopravvivere al modello politico-istituzionale che le ispirava, nel momento in cui questo sarebbe stato “travolto dalla storia”.

## Principali opere
- Manuale di diritto corporativo italiano. Fonti e motivi della legislazione sulla disciplina giuridica dei rapporti collettivi del lavoro, con prefazione di Alfredo Rocco, Torino, UTET, 1927.
- Elementi di diritto costituzionale corporativo fascista, Firenze, Bemporad, 1929.
- Corso di Lezioni di storia delle dottrine dello Stato politiche ed economiche. Anno accademico 1930-31, Padova, Cedam, 1930.
- Storia e dottrina del fascismo, Torino, UTET, 1938. Ed. recente: Dottrina del fascismo, 3 voll., Brindisi, Edizioni di Ar, 1983-1991.
- Elementi di diritto pubblico generale, seconda edizione interamente rifatta, Torino, UTET, 1943.
- Che cosa è il marxismo, Torino, UTET, 1949.